# Bevil Rudd
Bevil Gordon D'Urban Rudd (Kimberley, 5 de outubro de 1894 — Kimberley, 2 de fevereiro de 1948) foi um corredor sul-africano, campeão olímpico dos 400 m rasos nos Jogos de Antuérpia, em 1920.
Nascido numa família ligada à empresa De Beers, de mineração de diamantes, ele era excelente estudante e atleta, o que lhe valeu uma bolsa de estudos para a Universidade de Oxford, na Inglaterra. Serviu na I Guerra Mundial e foi condecorado com a Cruz Militar por bravura.
Sua carreira no atletismo teve seu auge em 1920, quando participou dos Jogos Olímpicos em Antuérpia, na Bélgica, e conquistou três medalhas, uma delas de ouro. Nos 400 m, ele conquistou a medalha de ouro, tornando-se o sexto campeão olímpico da distância. Nos 800 m conquistou o bronze, e como integrante do revezamento 4X400 m da África do Sul, ganhou mais uma medalha de prata. Depois dos Jogos, na Inglaterra, ele foi o campeão britânico de diversas distâncias em jardas e nomeado Atleta do Ano pela imprensa esportiva do país. No ano seguinte, 1921, quebrou o recorde mundial das 440 jardas.
Depois da formatura em Oxford, Rudd voltou para África do Sul, para trabalhar como jornalista esportivo. Em 1930, tornou-se editor do Daily Telegraph, em  Londres, onde ficou até depois da II Guerra Mundial, voltando logo depois a seu país natal, onde morreu em 1948, aos 53 anos.